# Brian Rowe
Brian Rowe (Chicago, 16 november 1988) is een Amerikaans voetballer die als doelman speelt. In 2012 tekende hij een contract bij Los Angeles Galaxy uit de Major League Soccer.

## Clubcarrière
Chivas USA koos Rowe als vierentwintigste in de tweede ronde van de MLS Supplementaldraft 2012. Rowe slaagde er echter niet in een contract af te dwingen bij de club. Hij slaagde er later echter wel in een contract af te dwingen bij Chivas' rivaal Los Angeles Galaxy, waar hij op 13 juli 2012 tekende. In 2012 werd hij vooral gebruikt als derde doelman, achter Josh Saunders en Brian Perk. Op 29 april 2013 maakte hij uiteindelijk zijn competitiedebuut voor Los Angeles in een met 2-0 gewonnen wedstrijd tegen Real Salt Lake. Met enkele reddingen zorgde hij ervoor zijn club geen tegendoelpunten incasseerde. 